# 2033
2033 (MMXXXIII) kommer att bli ett normalår som börjar en lördag i den gregorianska kalendern.

## Framtida händelser

### Maj
- 18 maj – Jorden passerar den 170 meter stora asteroiden 1996 JA1. Inget tyder på att det finns någon risk för kollision.

### Okänt datum
- Den sista fasen av Storbritanniens järnvägsförbindelse High Speed 2 beräknas vara klar.[1]
- NASA hoppas kunna skicka människor till Mars.[2]
- Auroraprogrammet planerar att skicka en bemannad rymdfarkost till Mars.